# Albert Sacco
Albert Sacco (Boston, Massachusetts, 1949. május 3. –) amerikai vegyész professzor, űrhajós.

## Életpálya
1973-ban az Északkeleti Egyetemen vegyészmérnöki oklevelet, 1977-ben az MIT-n doktori fokozatot szerzett.
1990. augusztus 6-tól a Lyndon B. Johnson Űrközpontban részesült űrhajóskiképzésben. Egy űrszolgálata alatt összesen 15 napot, 21 órát és 53 percet (382 óra) töltött a világűrben. Űrhajós pályafutását 1995. november 5-én fejezte be. 1998-tól a Worcesteri Műszaki Intézet professzora. Az Amerikai Repülési és Űrhajózási Intézet tanácsadója.

## Űrrepülések
STS–73, a Columbia űrrepülőgép 18. repülésének hasznos teher parancsnoka, Spacelab specialista. A Mikrogravitációs laboratóriumban (USML– 2) végrehajtandó kereskedelmi jellegű kutatási, kísérleti feladatok felelőse. Egy űrszolgálata alatt összesen 15 napot, 21 órát és 53 percet (382 óra) töltött a világűrben. 10 600 000 kilométert (6 600 000 mérföldet) repült, 255 kerülte meg a Földet.

### Tartalék személyzet
STS–50, a Columbia űrrepülőgép 12. repülésének (Spacelab) teherfelelőse.

## Írásai
Több mint 70 tudományos értekezést, cikket írt.